# Pozdrowienia z Alej Jerozolimskich
Pozdrowienia z Alej Jerozolimskich – instalacja artystyczna autorstwa Joanny Rajkowskiej, której centralnym elementem jest ustawiona w 2002 na rondzie gen. Charles’a de Gaulle’a w Warszawie sztuczna palma daktylowa. Jest częścią kolekcji Muzeum Sztuki Nowoczesnej w Warszawie.

## Inspiracja
Inspiracją do stworzenia palmy, będącej najważniejszym elementem projektu Pozdrowienia z Alej Jerozolimskich, był pobyt Joanny Rajkowskiej i Artura Żmijewskiego w Izraelu w 2001; pierwotny pomysł na instalację zakładał cały szpaler drzew tego typu. Ostatecznie zamiast szpaleru palm Rajkowska zdecydowała się ustawić jedną palmę.
Autorka traktuje swój projekt jako lewicowy.

## Realizacja
Palma została wykonana przez amerykańską firmę Soul-utions.Com z tworzyw sztucznych i naturalnych materiałów. Została odsłonięta 12 grudnia 2002. Ma wysokość ok. 15 metrów. Jest wodoodporna. Stabilność zapewnia jej osadzenie na metalowej konstrukcji obciążonej betonowymi prefabrykatami.
Projekt wzbudzał kontrowersje, m.in. dyskutowano nad czasem trwania instalacji, kosztami jej utrzymania i tym, kto powinien je ponosić, prawami do wykorzystywania wizerunku palmy i decydowania o jej otoczeniu, a także o wymowie politycznej instalacji i kontekście kulturowym.
Pierwotnie palma miała stać przez rok i na taki czas zostało wydane pozwolenie na zajęcie pasa drogowego. Autorka w 2007 podkreślała, że gdy powstawała, to nie wydano na nią publicznych pieniędzy. Jednak utrzymanie palmy i jej konserwacja (naprawa zniszczeń powstałych wskutek deszczów i wiatrów) okazały się kosztowne dla autorki, która deklarowała chęć przekazania palmy miastu. Władze miasta do pomysłu przejęcia instalacji i jej utrzymywania podchodziły sceptycznie, choć dawały dowody przychylności – mimo że autorka ani współpracująca z nią fundacja nie opłacały kosztów zajęcia pasa drogowego, umorzyły zaległe opłaty.
Za pozostawieniem palmy wielokrotnie opowiadały się media, przede wszystkim Gazeta Wyborcza, która w dodatkach ogólnopolskich i stołecznym zamieściła na ten temat ponad 20 artykułów. W sondażu przeprowadzonym w październiku 2003 przez Instytut Badań Rynku i Opinii SMG/KRC 75% mieszkańców stolicy opowiedziało się za pozostawieniem palmy.
Palma z prawnego punktu widzenia jest własnością Joanny Rajkowskiej. W 2007 autorka w zamian za 40 tys. zł dotacji na remont instalacji odstąpiła majątkowe prawa autorskie miastu zgadzając się, by wykorzystywało ono wizerunek palmy w materiałach promocyjnych. Umowa ta wygasła w 2011.
Na początku lata 2007 palma przeszła remont, podczas którego wymieniono korę na pniu i liście (co całkowicie zmieniło kształt korony sztucznego drzewka) oraz skontrolowano stan śrub mocujących i spoin, zabezpieczając je tym razem znacznie lepiej przed dającą się dotychczas we znaki korozją i warunkami atmosferycznymi. Przy okazji – po demontażu poprzednich liści – zamontowano nową głowicę, co w przyszłości miało umożliwić zwiększenie trwałości konstrukcji i ułatwić wymianę liści.
W 2010 ponownie prowadzono rozmowy o odkupieniu palmy, autorka proponowała kwotę miliona złotych. Rajkowska mimo deklaracji zbycia praw do palmy nadal jednak chciała decydować o jej losach.
W lutym 2011, z aprobatą Joanny Rajkowskiej, w ramach akcji protestacyjnej przeciw wizycie polskiego rządu w Izraelu, na palmie zawieszono palestyńską chustę.
W 2012, w przeddzień rozpoczęcia Mistrzostw Europy w Piłce Nożnej Euro 2012, Joanna Rajkowska wraz z Ruchem 10 Czerwca w proteście przeciwko polityce władz Warszawy i ustawieniu bez konsultacji z nią ogromnej piłki futbolowej obok palmy, powiesiła na niej transparent z napisem Chleba zamiast igrzysk oraz usunęła wszystkie liście.
Zgodnie z uchwalonym w lipcu 2017 miejscowym planem zagospodarowania przestrzennego dla rejonu ulicy Foksal rondo gen. Charles’a de Gaulle’a miało zostać zlikwidowane i zastąpione skrzyżowaniem. W planie dodano jednak zapis dopuszczający zachowanie palmy w przestrzeni publicznej miasta, jednak bez wskazania nowego miejsca dla instalacji. O tych planach media informowały w maju 2021.
W czerwcu 2019, z okazji Światowego Dnia Środowiska, palma została symbolicznie „uśmiercona” poprzez czasową wymianę jej sztucznych, zielonych liści na martwe, prawdziwe. Celem było zwrócenie uwagi na unicestwienie przez ludzi ekosystemu, od którego zależy ich egzystencja. Joanna Rajkowska uznała to za najważniejszy moment w historii projektu.
Akcja „usychająca palma” była częścią społecznej kampanii Dla Planety i została zaplanowana wspólnie przez UNEP/GRID-Warszawa i agencję Syrena Communications z poparciem Joanny Rajkowskiej i za zgodą Muzeum Sztuki Nowoczesnej w Warszawie. Usychająca palma na rondzie de Gaulle’a w Warszawie zainaugurowała polską kampanię Zielona Wstążka dla Planety wpisującą się w globalne działania podejmowane w ramach światowej kampanii UN Environment „Beat Air Pollution”, której kulminacyjnym momentem były obchody Światowego Dnia Środowiska. Strony współpracujące przy projekcie zgodziły się, by wykorzystać palmę jako medium, za którego pośrednictwem przekażą światu komunikat o realności katastrofy klimatycznej i zachęcą społeczeństwo do podejmowania ekopostanowień.
W 2022 tygodnik Polityka uznał instalację za jedno z dziesięciu najważniejszych dzieł sztuki ostatniego trzydziestolecia.
W 2024 Joanna Rajkowska przekazała instalację umową darowizny Muzeum Sztuki Nowoczesnej w Warszawie.

## Galeria

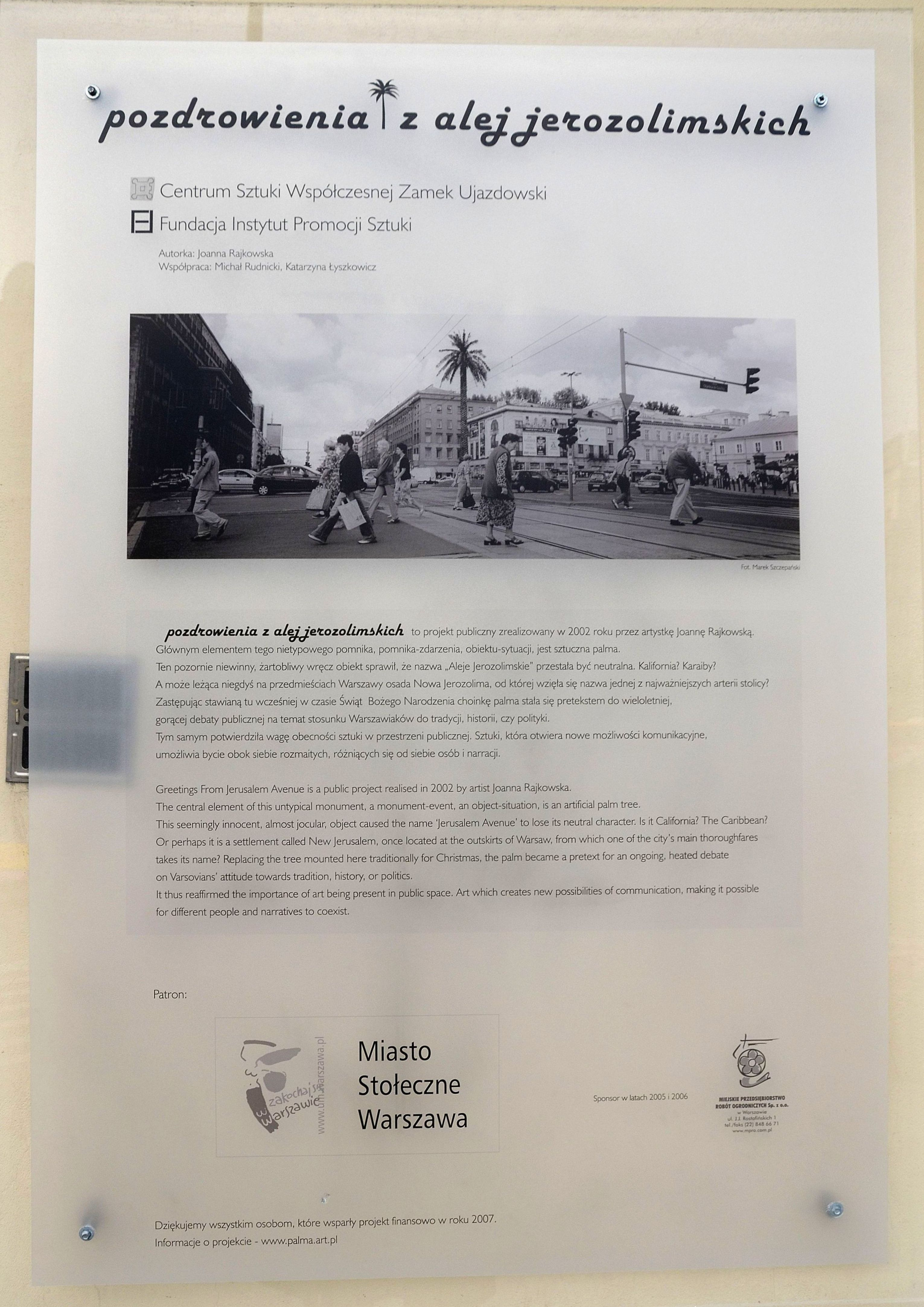
Tablica informacyjna projektu umieszczona na bocznej ścianie prawej oficyny pałacu Branickich
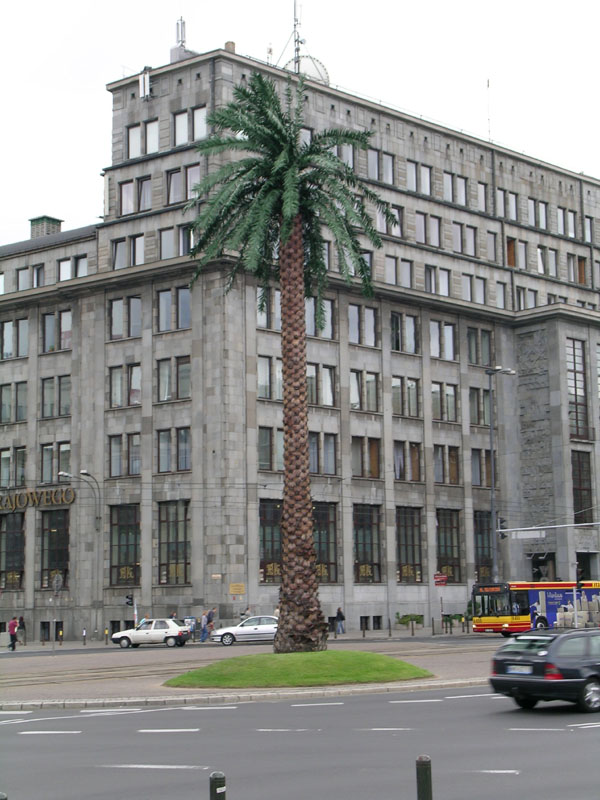
Palma w 2005
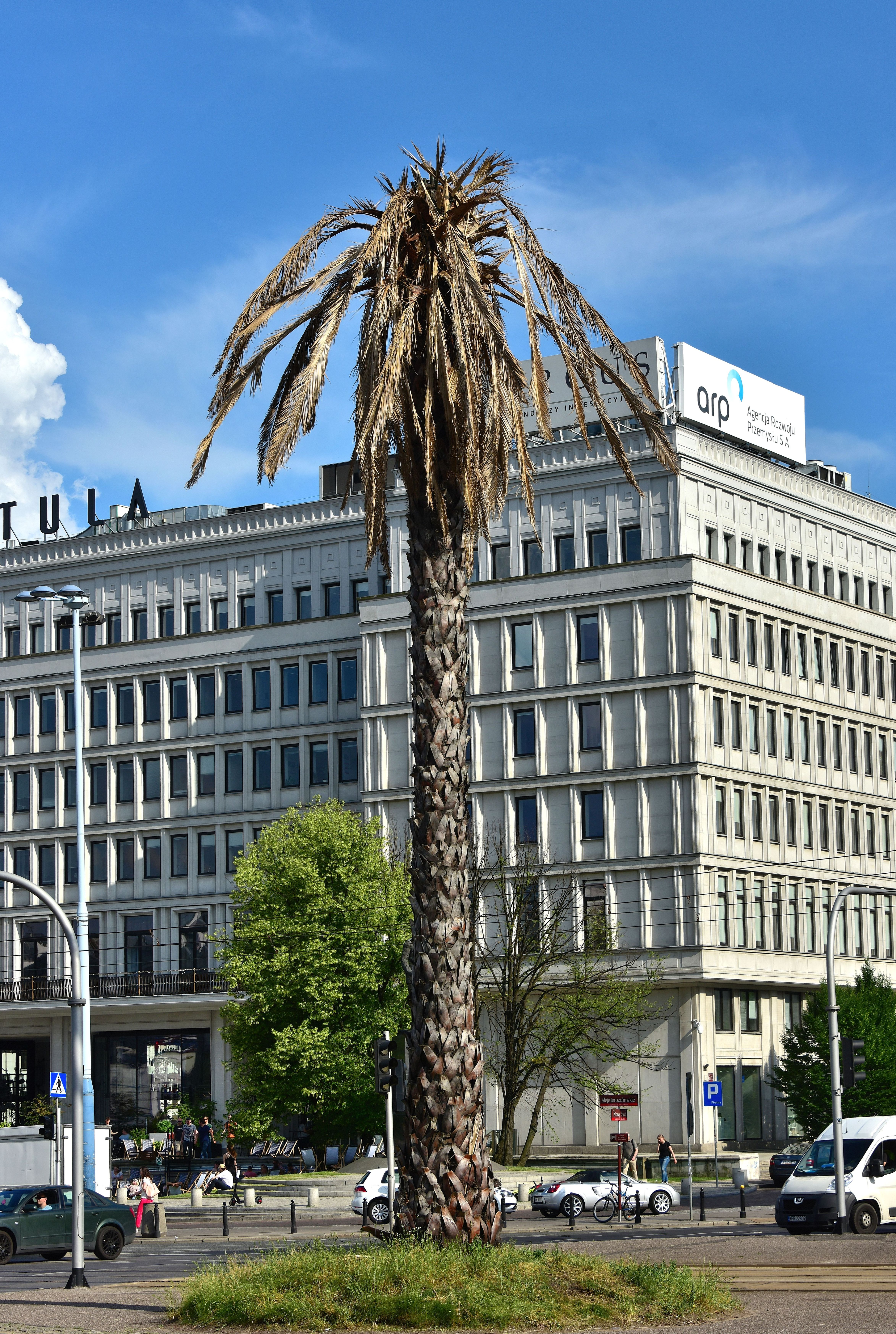
„Uśmiercona” palma w 2019
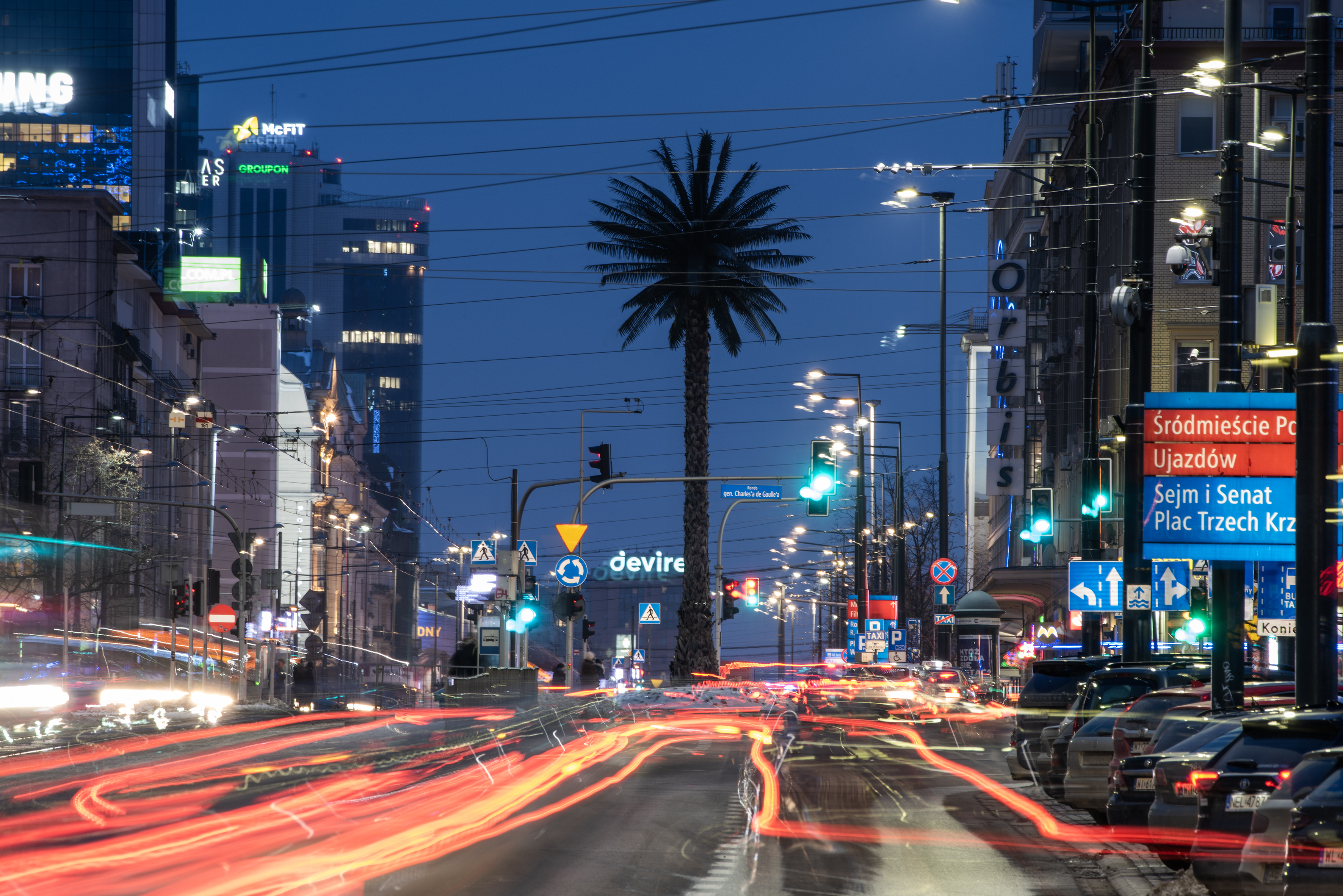
Palma wieczorem w perspektywie Alej Jerozolimskich (2021)